# Maria Czeska-Mączyńska
Maria Czeska-Mączyńska (także: Maria Česky, ur. 16 stycznia 1883 w Bielsku, zm. 11 czerwca 1944 w Krakowie) – polska pisarka, prozaik, poetka, autorka książek dla dzieci i młodzieży.

## Życiorys
Pochodziła z rodziny inżyniera Jana Rybczyńskiego oraz Heleny z Hałatkiewiczów. Pierwsze próby twórcze podejmowała około 1900. Po skończeniu szkoły średniej, w latach 1912-1918 udzielała się aktywnie w krakowskim środowisku literackim. Podczas I wojny światowej pracowała w szpitalu wojskowym. W 1918 wyszła za mąż za Mieczysława Mączyńskiego (był to jej drugi mąż - pierwszym był Česky, który zmarł). Małżeństwo zamieszkało w Żywcu, skąd zostało wysiedlone przez Niemców w 1939. Zmarła w 1944 w Krakowie i została szybko zapomniana. Jej powieści krótko jeszcze wznawiano w latach 1945-1948. Jej męża zamordowali Niemcy w ich obozie koncentracyjnym Mauthausen-Gusen. Miała dwóch synów: Henryka (prawnika) i Mariana (inżyniera leśnika). 

## Twórczość
Jej utwory były silnie zdominowane przez światopogląd katolicki. Elementami chrześcijańskimi nacechowywała zarówno dzieła o charakterze i motywach religijnych, jak również tomiki wierszy, powieści obyczajowe i historyczne, czy obrazy dramatyczne. W popularnych powieściach historycznych dla dzieci i młodzieży eksponowała w mocny sposób problematykę patriotyczną. Jej styl nacechowany był elementami młodopolskimi, w tym egzaltacją i sentymentalizmem. We wczesnej fazie istotny był dla niej motyw śmierci oraz ogarniającej na wskroś miłości. 
Pisywała m.in. pod pseudonimami: M. C., M. Cz., M. Cz. M., (m. d.), md., Roland.
Na podstawie jej tekstów Feliks Nowowiejski napisał dwa swoje dzieła muzyczne: 12 Kanonów polskich, Op.23 i Śpiewnik Orła Białego, Op.41.

## Dzieła
Do jej głównych utworów należą:
- Dwaj Rymszowie, powieść, 1917,
- Opowieści Chrystusowe, opowiadania, 1917–1920,
- Na różnych strunach, wiersze, 1918,
- Z ducha i z ziemi, opowiadania, 1919,
- W obronie Gdańska, powieść, 1925,
- Szlakiem gromu, powieść, 1927,
- Dziwaczne przygody imci pana Jura Bendońskiego, powieść, 1928[1],
- Helusia z rakowickiego młyna, powieść, 1930 - osnuta na motywach sieroctwa jej matki,
- Rycerz Chrystusowy, powieść, 1930[2],
- teksty na łamach Gazety Lwowskiej, Kroniki Powszechnej, Nowej Reformy i Gazety Poniedziałkowej (nowele, wiersze, recenzje, felietony)[1].